# The Cold White Light
The Cold White Light è il settimo album del gruppo musicale finlandese Sentenced, pubblicato nel 2002 dalla Century Media Records.

## Descrizione
Con questo disco il gruppo si allontana dalle sonorità death metal in favore di altre più vicine al gothic metal.
La copertina e la grafica del libretto sono opera del batterista Vesa Ranta. Sono inoltre presenti alcune poesie (di Jylha, Nijhof) ed una massima in latino (Nemo ante mortem beatus, nessuno è beato prima di morire) che si abbinano perfettamente alle immagini desolate e tristi.

## Tracce
1. Konevitsan Kirkonkellot – 1:40
2. Cross My Heart and Hope to Die – 4:06
3. Brief Is the Light – 4:23
4. Neverlasting – 3:35
5. Aika Multaa Muistot (Everything Is Nothing) – 4:33
6. Excuse Me While I Kill Myself – 3:38
7. Blood & Tears – 4:15
8. You Are the One – 4:29
9. Guilt and Regret – 3:44
10. The Luxury of a Grave – 4:44
11. No One There – 6:14

## Formazione
Gruppo
- Ville Laihiala – voce
- Miika Tenkula – chitarra
- Sami Lopakka – chitarra
- Sami Kukkohovi – basso
- Vesa Ranta – batteria

Altri musicisti
- Marco Sneck – pianoforte (traccia 9)